# Liste der Erzbischöfe von Potenza
Die folgenden Personen waren Bischöfe und Erzbischöfe von Potenza (Italien):
- Erculenzio (495–496)
- Amanzio oder Amando (501–504)
- Peter (555–580)
- Balas (826)
- Bruno (1058)
- Gerardo (1099–1111)
- Gerardo Della Porta (1111–1119)
- Manfred oder Manfredi (1119)
- Giovanni Sola (1176–1179)
- Bartolomeo (1197–1200)
- Eleochino, Gioacchino oder Giacchino (1202)
- Enrico (1206)
- Garzia (1219–1221)
- Oberto (1250–1256)
- Guglielmo (1274–1277)
- Bonifacio (1289)
- Francesco (1290–1302)
- Guglielmo (1311–1340)
- Guglielmo della Torre, di Turri oder di Torre (1343–1351)
- Giovanni (1351–1364)
- Iacopo de Fusco (1364–1374)
- Bartolomeo Spina (1374)
- Andrea Sinrao oder Serao (1389–1392)
- Giacomo (1395)
- Marco (1396)
- Nicola oder Nicol de Vincione (1389)
- Benedetto di Arpino, di Arpugnano, Arpinate oder Arginate (1399–1402)
- Andrea Sinrao oder Serao (1404–1405)
- Benedetto (1404–1419)
- Angelo (1419–1429)
- Iacopo Squacquera (1429–1450)
- Antonio Angeli, Anglo oder Angelo (1450–1463)
- Giovanni Paolo Vassallo oder Vassalli (1463–1469)
- Luigi, Lisolo oder Luisio Caracciolo (1469–1482)
- Giovanni Filippo Castiglione oder Castillione (1482)
- Giorgio Marghera, Margara oder Margera (1491)
- Giovanni Ortega oder Orteghe (1502–1503)
- Jaime Kardinal Serra i Cau (1503–1506)
- Iacopo De Nini di Amelia (1506–1521)
- Pompeo Kardinal Colonna (1521–1530)
- Nino de Nini di Amelia (1530–1564)
- Tiberio Carafa (1566–1579)
- Sebastiano Barnaba (1579–1606)
- Gaspare Cordoso (1606–1615)
- Achille Caracciolo de Pisquitti (1616–1623)
- Diego de Vargas (1626–1623)
- Girolamo Magnesi (1634–1641)
- Michele de Torres (1644–1645)
- Bonaventura Claverio (1646–1671)
- Diego Lozano (1677–1681)
- Luigi oder Ludovico de Filippi (1684–1685)
- Baldassarre da Benavente (1686–1687)
- Pietro de Torres (1689–1695)
- Agnello Rossi (1695–1707)
- Carlo Pignatelli (1715–1722)
- Biagio oder Blasio De Dura (1722–1740)
- Giuseppe Maria Melendez, O.F.M. (1741–1748) (auch Erzbischof von Palermo)
- Tommaso Sersale (1748–1749)
- Bonaventura Fabozzi (1749–1761)
- Carlo Parlati (1761–1767)
- Domenico Russo (1768–1780)
- Giovanni Andrea Serrao (1783–1799)
- Bartolomeo De Cesare (1805–1819)
- Giuseppe Maria Botticelli (1820–1822)
- Pietro Ignazio Marolda (1822–1836)
- Michelangelo Pieramico (1838–1862)
- Antonio Maria Fanìa (1867–1880)
- Luigi Carvelli (1880–1882)
- Tiberio Durante (1882–1899)
- Ignazio Monterisi (1900–1913)
- Roberto Achille Razzòli, O.F.M. (1913–1925)
- Augusto Bertazzoni (1930–1966)
- Aurelio Sorrentino (1966–1976)
- Giuseppe Vairo (1977–1993)
- Ennio Appignanesi (1993–2001)
- Agostino Superbo (2001–2015)
- Salvatore Ligorio (2015–2024)
- Davide Carbonaro OMD (seit 2024)